# Colin Calderwood
Colin Calderwood (ur. 20 stycznia 1965 w Stranraer) – szkocki trener i piłkarz, grał na pozycji obrońcy, po zakończeniu kariery trener brytyjskich klubów.
W swojej karierze Calderwood występował wyłącznie w klubach angielskich, takich jak: Mansfield Town F.C., Swindon Town, Tottenham Hotspur, Aston Villa F.C., Nottingham Forest i Notts County, w barwach którego w 2001 roku zakończył karierę. 36 razy wystąpił w reprezentacji Szkocji i zdobył w nich jednego gola. Wziął udział w Euro 96, a także w Mistrzostwach Świata 1998.
W roku 2003 został trenerem Northampton Town. Trzy lata później został szkoleniowcem Nottingham Forest. Funkcję tę pełnił przez dwa lata. W latach 2010–2011 pełnił funkcję trenera w szkockim Hibernian.